# Paul Leandri
Paul Leandri (1938–1975), một số tài liệu còn viết là Paul Léandri, là một nhà báo người Pháp gốc Corse. Từng công tác tại Việt Nam với cương vị Phó văn phòng đại diện của Hãng Thông tấn Pháp (Agence France-Presse - AFP) tại Sài Gòn, ông là nhà báo đầu tiên loan tin Buôn Ma Thuột thất thủ vào ngày 13 tháng 3 năm 1975. Ông đã bị cảnh sát Việt Nam Cộng hòa bắn chết tại trụ sở Tổng nha Cảnh sát tối ngày 14 tháng 3 năm 1975 trong hoàn cảnh không rõ ràng.

## Bối cảnh
Vào lúc 2 giờ sáng 10 tháng 3 năm 1975, Quân Giải phóng miền Nam Việt Nam (QGP) mở trận tấn công vào Buôn Ma Thuột. Các chỉ huy cao cấp Quân lực Việt Nam Cộng hòa (QLVNCH) ban đầu đều nhận định đối phương chỉ duy trì sức ép tại Buôn Ma Thuột một thời gian ngắn rồi sẽ nhanh chóng rút lui.
Đến sáng ngày 12 tháng 3, khi QGP đã kiểm soát được hầu hết thị xã, nhận ra đối phương có ý định đánh chiếm thị xã như một mục tiêu chiến lược, Tổng thống Nguyễn Văn Thiệu đã cho triển khai cuộc phản công tái chiếm thị xã vào chiều ngày 12, hòng đoạt lại thị xã chiến lược này. Cuộc phản công tái chiếm không đạt được mục đích. QGP vẫn kiểm soát hầu như toàn bộ thị xã, từng bước đẩy lùi các đơn vị QLVNCH ra vùng ngoại vi. Đến tối ngày 12, phía QLVNCH gần như thất bại hoàn toàn và cơ hội tái chiếm thị xã hầu như tan biến, dù các cuộc giao tranh ở ngoại vi thị xã vẫn nổ ra ác liệt.
Rạng sáng ngày 13 tháng 3, Hãng thông tấn AFP là hãng tin đầu tiên công bố bản tin về chiến sự tại Buôn Ma Thuột, trong đó có đoạn:
| “                                                                 | "Lúc cuộc tấn công vào Ban Mê Thuột mới bắt đầu, một số quan sát viên cho biết có sự hiện diện và gia tăng hoạt động của nhóm vũ trang người Thượng. Dù muốn dù không, trong khi chờ đợi các nhân chứng khác, chắc chắn là toán vũ trang đầu tiên vào thành phố Ban Mê Thuột là người Thượng. Đó là những toán vũ trang mở đường cho cộng sản địa phương. Còn bộ đội Việt Nam Dân chủ Cộng hòa thì, theo nhân chứng này, thật sự không thấy có mặt". | ” |
| — Thomas Ahern, dẫn theo Đinh Từ Thức, Cái chết của Paul Léandri. | |   |

## Sự kiện bi thảm
Khi chiến sự tại Buôn Ma Thuột nổ ra, chính quyền Việt Nam Cộng hòa hạn chế cung cấp thông tin cho truyền thông do tin rằng sẽ nhanh chóng tái lập được kiểm soát thị xã. Trên thực tế, chiến sự tại đây mãi đến hết ngày 17 tháng 3 mới kết thúc với thắng lợi hoàn toàn của QGP.
Tuy nhiên, với bản tin sáng ngày 13 tháng 3, với tác giả là Paul Leandri, hầu như đã xác nhận tình trạng thực tế: Buôn Ma Thuột thất thủ. Theo tài liệu được CIA giải mật, chính quyền Sài Gòn bực tức với bản tin vì hai điểm: 
| “                                                                 | "Một là, lực lượng tấn công Ban Mê Thuột là dân quân địa phương chứ không phải quân đội chính quy của Việt Nam Dân chủ Cộng hòa. Nếu là dân quân địa phương tấn công thì, về mặt chính trị, Sài Gòn có gì để mặc cả? Hai là, quân đội Việt Nam Cộng hòa được Mỹ hậu thuẫn đông đảo và trang bị hiện đại đến tận răng lại dễ dàng bị dân quân địa phương đánh bại thì thực nhục nhã." | ” |
| — Thomas Ahern, dẫn theo Đinh Từ Thức, Cái chết của Paul Léandri. | |   |

Do vậy, chính quyền Sài Gòn đã nhanh chóng lên tiếng phủ nhận bản tin trên, buộc AFP phải dẫn xuất nguồn tin. Trưa ngày 14 tháng 3 năm 1975, một sĩ quan cảnh sát Việt Nam Cộng hòa đã đến văn phòng AFP tại Sài Gòn, gặp Paul Leandri để yêu cầu cung cấp nguồn gốc cung cấp thông tin cho Paul Leandri. Cuộc gặp đã không có kết quả, ngay chiều hôm đó Tổng nha Cảnh sát đã tống đạt giấy mời Paul Leandri đến trụ sở để thẩm vấn về nguồn tin.
Vào lúc nhá nhem tối, nhà báo Paul Leandri đến trụ sở Tổng nha Cảnh sát bằng xe hơi của văn phòng AFP Sài Gòn, do tài xế người Việt lái. Trước khi đi, ông cũng cẩn thận thông báo cho Sứ quán Pháp tại Sài Gòn về cuộc thẩm vấn. Tuy nhiên, sự việc sau đó diễn ra một cách bi thảm.
Sử gia Tạ Chí Đại Trường đã mô tả hoàn cảnh lúc đó như sau:
| “                                                                               | "Ngay trước cửa nhà là cổng chính Bộ Tư lệnh Cảnh sát Quốc gia. Lúc đó vào khoảng 7 giờ tối (?). Cả nhà ăn cơm tối vừa xong, kẻ đứng người ngồi. Khoảng đường thường bị chận cả ba đầu (phía đường Cộng Hoà, phía rạp Quốc Thanh trên đường Võ Tánh, ngã tư Nguyễn Cư Trinh Phát Diệm) nên ít xe qua lại tuy mấy hôm nay cổng Bộ Tư lệnh rộn rịp hơn với tầng lính gác dày hơn. Nhưng, có tiếng xe hơi xả máy mạnh. Ồ lên. Tiếng người hỗn độn. Một loạt súng nhỏ, tiếp theo, vài tiếng rời rạc. Viên đạn xuyên qua mái tôn. Tiếng bánh xe rít lảo đảo. Người cháu rể lăn vào góc tường. Lặng đi một lúc rồi thấy có người lấp ló nấp từ vách tường nhà nhìn ra. Một chiếc xe màu sẫm hướng từ cổng chạy ra quẹo trái, đã đâm vào vách nhà bên cạnh, cách mấy căn, làm trụ cổng đổ sang bên. Một hai chiếc honda hai bánh dừng phía sau. Đám Cảnh sát ùa vây quanh. Có người đàn bà nào rì rầm – mà tiếng nống lên dễ sợ: "Người chết trong xe..." Căn nhà lầu bên phía xa đâm bóng đè xuống cho thấy mập mờ bên trong một dáng người gục đầu trên vô lăng. Chuyện sau đó là những thủ tục thường lệ của việc lập biên bản. Nhưng có điều lạ là có một hai xe có vẻ của quan chức lớn đến quan sát rồi đi; từ trong cổng có người ra tước súng đám cảnh sát gác. Được biết nạn nhân là một phóng viên người Pháp trốn chạy, bên trong la ó đuổi bắt, bên ngoài tưởng là biệt kích phá hoại liền thẳng tay nổ súng. Một chức quyền lầm bầm với đám đông quen biết: "Vừa mới lạy sói trán để Pháp nó nối lại bang giao, bây giờ lại có vụ này!" Hôm sau thì báo chí cho biết nạn nhân là viên Phó Giám đốc phòng Thông tin Pháp đến trả lời về vụ loan tin thất thủ Ban Mê Thuột. Quan điểm gọi là "loan tin trung thực" quả cũng có điều tàn nhẫn đối với tình cảnh bối rối của chủ nhà. Báo chí đổ lỗi cho thái độ hách dịch của người phóng viên, nhưng cung cách phóng xe hấp tấp chứng tỏ rằng ông ta cũng sợ. Và không biết rằng chủ nhà còn sợ hơn, bối rối hơn. Ở vụ đó tôi thấy lộ ra một tâm trạng hoảng hốt đến nỗi không còn kiểm soát hành động được nữa. Do tình cờ bị đẩy vào bên trong cơn lốc biến cố Ban Mê Thuột qua vụ nổ súng, tôi chợt thấy như báo hiệu cảnh "trời sụp". | ” |
| — Tạ Chí Đại Trường, Một khoảnh Việt Nam Cộng Hòa nối dài. NXB Thanh Văn, 1993. | |   |

Sự việc một nhà báo quốc tế bị bắn chết ngay tại trụ sở Tổng nha Cảnh sát đã gây nên chấn động dữ dội. Tiến sĩ Nguyễn Tiến Hưng, Tổng trưởng Kế hoạch lúc bấy giờ, đã mô tả lại:
| “ | "Tôi đang dự một buổi họp đầy căng thẳng tại Dinh Độc Lập sau cuộc rút lui thảm hại này thì Đại tá Cầm (Chánh Văn phòng Tổng thống) bước vào đưa một tin bất hạnh. Ông Paul Léandri, trưởng phòng thông tấn xã Agence Francce Presse ở Sài gòn bị cảnh sát bắn chết! Léandri loan tin "có số lính người Thượng (Monltagnards) đã nổi loạn ở Hậu Bổn, chống lại quân đội VNCH". Nha cảnh sát mời ông đến để thẩm vấn. Sau vài tiếng đồng hồ bị giữ lại, Leandri bỗng nhiên bước ra khỏi phòng, nhảy lên xe và lái vút đi. Khi cảnh sát huýt còi ngừng, ông cứ tiếp tục phóng. Cảnh sát rút súng bắn vài phát vào bánh xe để giữ lại. Chẳng may một viên đạn lạc trúng ngay người. Leandri gục chết tại chỗ! Phóng viên ngoại quốc vô cùng phẫn uất, phản kháng kịch liệt. Trong một tình hình vô cùng bất lợi cho Miền Nam về tất cả mọi phương diện quân sự, chính trị, kinh tế, và bộ mặt Miền Nam đã bị bôi nhọ bởi những hình ảnh dã man, độc tài, tham nhũng, bây giờ hình ảnh Leandri bị bắn gục chết lại được phóng đi khắp thế giới! Tổng thống Thiệu nghe tin này đã tái mặt. Ông liền chấm dứt buổi họp." | ” |
| — Nguyễn Tiến Hưng, Khi đồng minh tháo chạy. 2005. Phần 5, Chương 20: Những bài học từ cuộc chiến Việt Nam. | |   |